# Comté de DeWitt (Illinois)
Pour les articles homonymes, voir Comté de DeWitt.
Le comté de DeWitt est un comté situé dans l'État de l'Illinois, aux États-Unis. En 2000, sa population est de 16 798 habitants. Son siège est Clinton.

## Démographie
| Groupe                           | Comté de DeWitt | Illinois | États-Unis |
| -------------------------------- | --------------- | -------- | ---------- |
| Blancs                           | 98,8            | 71,5     | 72,4       |
| Métis                            | 1,2             | 2,3      | 2,9        |
| Autres                           | 1,0             | 6,7      | 6,4        |
| Afro-Américains                  | 0,5             | 14,6     | 12,6       |
| Asiatiques                       | 0,4             | 4,6      | 4,8        |
| Amérindiens                      | 0,2             | 0,3      | 0,9        |
| Total                            | 100             | 100      | 100        |
|                                  |                 |          |            |
| Hispaniques et Latino-Américains | 2,1             | 15,8     | 16,7       |

Selon l'American Community Survey, pour la période 2011-2015, 97,39 % de la population âgée de plus de 5 ans déclare parler anglais à la maison, alors que 1,93 % déclare parler l'espagnol et 0,68 % une autre langue.